# Чичил
Чичѝл е село в Северозападна България. То се намира в община Кула, област Видин. Разположено е от двете страни на дере, през което тече р. Чичилска. 

## История
По време на колективизацията в селото е създадено Трудово кооперативно земеделско стопанство „Молотов“ (ТКЗС) по името на съветския външен министър Вячеслав Молотов.
През 1951 година Чичил става сцена на най-тежките и продължителни вълнения по време на Кулските събития. Както в други съседни села, и тук ТКЗС-то е ликвидирано на 22 март, когато хората си прибират обратно събраните от тях животни и инвентар. На следващия ден шест души от селото са арестувани и отведени в Кула. На 24 март близо двеста жени от селото отиват в града и провеждат демонстрации с искане за освобождаването им пред милицията и поделението на Гранични войски, където са посрещнати доброжелателно от много от войниците, и в крайна сметка временно управляващият града комунистически функционер Велко Семков е принуден да обещае арестуваните да бъдат освободени.
Междувременно намиращата се в района комунистическа деятелка Цола Драгойчева отива в Чичил и се опитва без успех да убеди селяните да се върнат в ТКЗС-то. След това там е изпратена специална група на Държавна сигурност, извикана от Враца, която задържа и подлага на продължителни изтезания участници в събитията, главно жени. Сред тях е непълнолетният Петко Иванов, който признава, че е написал над 100 от повече от хилядата молби за напускане на ТКЗС на свои съселяни, но Държавна сигурност се опитва с мъчения да го накара да признае връзки с югославското Управление за държавна сигурност. Изпадналите в пълна изолация в селото двадесетина комунисти призовават той да бъде осъден на смърт, но семейството му подкупва прокурора и Иванов е осъден на две години и половина затвор. Присъди получават и други девет души от селото. В продължение на месец, докато тече следствието, големи групи чичилчани редовно се събират пред милицията, настоявайки за освобождаването на арестуваните, докато повечето от тях са изселени в други части на страната.

## Население
Преброяване на населението през 2011 г.
Численост и дял на етническите групи според преброяването на населението през 2011 г.:
|                     | Численост | Дял (в %) |
| Общо                | 74        | 100,00    |
| Българи             | 74        | 100,00    |
| Турци               | 0         | 0,00      |
| Цигани              | 0         | 0,00      |
| Други               | 0         | 0,00      |
| Не се самоопределят | 0         | 0,00      |
| Неотговорили        | 0         | 0,00      |

## Редовни събития
Ежегодният събор се провежда на 4 и 5 август известен още като Мария.

## Други
Село Чичил е изолирано село с бързо намаляващо, възрастно население, което към 2023-та година възлиза на около 40 човека. Няма обществен транспорт. На около 3 км. северно от селото е намира автобусна спирка, на която спират автобусите от гр. Видин за гр. Кула. Курсове има три пъти дневно в делнични дни и два пъти-в почивни. Покриието на мобилните телефонни мрежи е много лошо, на някои оператори липсва въобще. Сградният фонд е стар и амортизиран, близо половината сгради в селото са трайно изоставени и негодни за обитаване.
Голяма част от землището на селото попада в границите на защитена зона "Войница". Липсата на замърсители, наличието на чиста вода и големите площи с медоносни растения  в съседство, са станали причина значително да се развие пчеларството. 

## Кухня
Специалитетът на селото е печено Чичилско агне. Приготвя се по специален начин известен само на жителите му и се пече в специално направени изкопи.

## Личности
- Васил Велков (р. 1965), български художник, по произход от Чичил

Загинали във войните
В Държавен архив се съхраняват дании за загинали жители на село Чичил по време на военни действия в периода след 1885 година:
Сръбско-българска война:
Редник Иван Пешов 
Балкански войни:
Редник Георги Н. Ценов, Редник Димитър Панчев, Ефрейтор Иван Вълчев, Редник Лило Панчов Иванов, Редник Мито Панчов Вълчов, Редник Младен Ненов, Редник Панчо И. Пешев, Редник Тошо Мирчов Илиев, Редник Цено Милов Ценов 
Първа световна война:
Ефрейтор Ганчо Лилов Иванов; Редник Камен Лилев Лилов; Младши подофицер Мико Цолов Николов; Редник Вълчо Николов Нанчов; Редник Вълчо Петков Вълчков; Редник Живко Вълчов Вълов; Младши подофицер Иван Гетов Мильов; Ефрейтор Илия Живков Кънчев; Редник Лило В. Джонов; Редник Лило Младенов Цанов; Редник Панко Тошов Панов; Редник Петър Тишев Велков; Редник Петър Тошев Петров; Редник Стойко С. Стойков; Редник Цанко Д. Димитров Редник Цано Димитров Илиев; Старши подофицер Цеко Нинов Ценов; Редник Цено Лилов Велков;
Втора световна война:
Подофицер Божин Димитров Пеков; Редник Димитър Янколов Лилов; Кандидат-подофицер Неделко Илиев Найденов; Редник Петко Николов Найденов; Кандидат-подофицер Цено Тошов Пеков.

### Цитирани източници
- Груев, Михаил. Преорани слогове. Колективизация и социална промяна в Българския северозапад 40-те – 50-те години на XX век.   София, Сиела, 2009. ISBN 978-954-28-0450-5.